# Christophe Gans

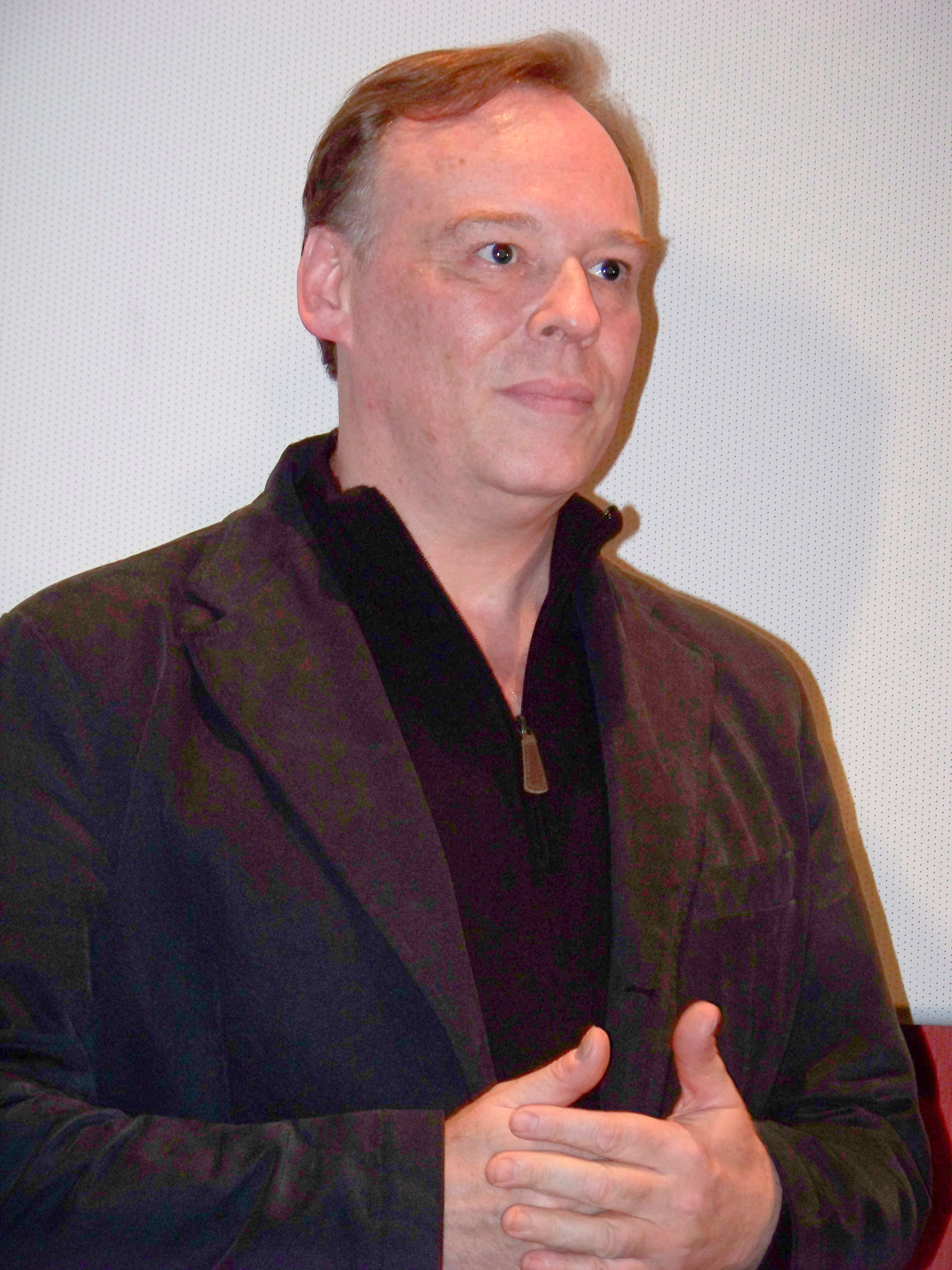
Christophe Gans (2010)

Christophe Gans (* 11. März 1960 in Antibes) ist ein französischer Filmregisseur, Produzent und Drehbuchautor.

## Leben
Christophe Gans entwickelte schon als Teenager eine große Leidenschaft für Kung-Fu-, Fantasy- und Science-Fiction-Filme. Er studierte an Frankreichs renommiertester Filmhochschule, dem Institut des hautes études cinématographiques (IDHEC) in Paris, und wurde nebenbei Herausgeber des Fachmagazins Starfix. Er versuchte sich anfangs vor allem an Kurzfilmen, wobei sein Abschlussfilm von 1982 Silver Slime (Bave d’argent) einen Preis auf dem Festival du Film Fantastique gewann. Parallel dazu arbeitete er immer wieder als Drehbuchautor und Produzent für das französische TV. Während seines Studiums lernte Gans den Produzenten Samuel Hadida kennen, für dessen Produktionsfirma er später arbeitete. Zusammen mit Drehbuchautor Thierry Cazals entwarf Gans mehrere Comic-Adaptionen, wovon allerdings nur Crying Freeman – Der Sohn des Drachen 1995 realisiert wurde. Der große internationale kommerzielle Erfolg blieb dem Film allerdings verwehrt, lediglich in seinem Heimatland Frankreich konnte er sich erfolgreich behaupten. Das änderte sich aber 2001 mit Pakt der Wölfe, der einer der wenigen französischen Filme ist, die auch in den Vereinigten Staaten erfolgreich waren.

## Filmografie
Regie und Drehbuch
- 1995: Crying Freeman – Der Sohn des Drachen (Crying Freeman)
- 2001: Der Pakt der Wölfe (Le Pacte des loups)
- 2006: Silent Hill
- 2014: Die Schöne und das Biest (La Belle et la Bête)